# Lewin Blum
Lewin Blum (Rothrist, 27 luglio 2001) è un calciatore svizzero, difensore dello Young Boys.

## Carriera

### Club
Cresciuto nel settore giovanile dello Young Boys, dopo un breve prestito allo Yverdon, in seconda divisione, il 29 gennaio 2022 ha esordito in prima squadra, in occasione dell'incontro di Super League vinto per 1-0 contro il Lugano.

### Nazionale
Ha rappresentato le nazionali giovanili svizzere.

## Statistiche

### Presenze e reti nei club
Statistiche aggiornate al 14 aprile 2025.
| Stagione          | Squadra           | Campionato        | Campionato | Campionato | Coppe nazionali | Coppe nazionali | Coppe nazionali | Coppe continentali | Coppe continentali | Coppe continentali | Altre coppe | Altre coppe | Altre coppe | Totale | Totale |
| Stagione          | Squadra           | Comp              | Pres       | Reti       | Comp            | Pres            | Reti            | Comp               | Pres               | Reti               | Comp        | Pres        | Reti        | Pres   | Reti   |
| ----------------- | ----------------- | ----------------- | ---------- | ---------- | --------------- | --------------- | --------------- | ------------------ | ------------------ | ------------------ | ----------- | ----------- | ----------- | ------ | ------ |
| 2021-gen. 2022    | Yverdon           | ChL               | 17         | 1          | CS              | 3               | 0               |                    | -                  | -                  |             | -           | -           | 20     | 1      |
| gen.-giu. 2022    | Young Boys        | ASL               | 16         | 0          | CS              | -               | -               | UCL                | -                  | -                  |             | -           | -           | 16     | 0      |
| 2022-2023         | Young Boys        | ASL               | 31         | 1          | CS              | 5               | 1               | UECL               | 4                  | 0                  |             | -           | -           | 40     | 2      |
| 2023-2024         | Young Boys        | ASL               | 28         | 0          | CS              | 4               | 0               | UCL+UEL            | 5+2                | 1+0                |             | -           | -           | 39     | 1      |
| 2024-2025         | Young Boys        | ASL               | 23         | 0          | CS              | 2               | 0               | UCL                | 9                  | 0                  |             | -           | -           | 34     | 0      |
| Totale Young Boys | Totale Young Boys | Totale Young Boys | 98         | 1          |                 | 11              | 1               |                    | 20                 | 1                  |             | -           | -           | 129    | 3      |
| Totale carriera   | Totale carriera   | Totale carriera   | 115        | 2          |                 | 14              | 1               |                    | 20                 | 1                  |             | -           | -           | 149    | 4      |

## Palmarès
- Campionato svizzero: 2

Young Boys: 2022-2023, 2023-2024
- Coppa Svizzera: 1

Young Boys: 2022-2023